# Cantón Saraguro
Cantón Saraguro är en kanton i Ecuador.   Den ligger i provinsen Loja, i den södra delen av landet, 400 km söder om huvudstaden Quito.